# Андреасен, Леон
Леон Хугард Андреасен (дат. Leon Hougaard Andreasen; род. 23 апреля 1983, Айдт, Виборг) — датский футболист, полузащитник.

## Карьера
Андреасен начал играть в футбол в местном клубе «Хаммель». После пребывания в одной из самой популярной академии, он подписал контракт с «Орхусом». Сначала он играл на позиции правого защитника, но потом стал играть на позиции центрального защитника. В мае 2001 он был вызван в сборную Дании до 19 лет.
1 июля 2005 года он перешёл в немецкий «Вердер». В связи с травмой финского защитника Петри Пасанена, Андреасен начал играть в основном составе, и сыграл 12 матчей из 17 в первом круге чемпионата. В декабре 2005 года Пасанен восстановился и Андреасен стал редко попадать в стартовый состав во втором круге. В мае 2006 года его вызвали в молодёжную сборную Дании.
Во втором сезоне за бременский Вердер Леон сыграл всего 4 матча в первой половине чемпионата и был отдан в аренду в «Майнц 05». В Майнце он играл на позиции опорного полузащитника, дебютировал 27 января 2007 года в матче против команды «Бохум». За 7 игр он забил 4 гола. Благодаря хорошей игре, в марте 2007 года, тренер сборной Дании, Мортен Ольсен, вызвал его на матч национальной сборной. Андреасен дебютировал за сборную Дании в матче против сборной Испании.
В январе 2008 года Леон перешёл в «Фулхэм», подписав контракт на 3,5 года.
В 2009 году из-за отсутствия места в основном составе «Фулхэма» Андреасен перешёл в «Ганновер 96», где играл до 2016 года.

## Голы за сборную Дании
| # | Дата          | Место             | Соперник | Счет | Результат   | Соревнование                |
| - | ------------- | ----------------- | -------- | ---- | ----------- | --------------------------- |
| 1 | 2 июня 2007   | Копенгаген, Дания | Швеция   | 3:3  | 0:3 (техн.) | Отборочный турнир Евро 2008 |
| 2 | 1 апреля 2009 | Копенгаген, Дания | Албания  | 1:0  | 3:0         | Отборочный турнир ЧМ 2010   |